# الآيدول
الآيدول (بالإنجليزية: The Idol)‏ هو مسلسل دراما أمريكي من بطولة ليلي روز ديب، أبيل تيسفاي، سوزانا سون، تروي سيفان وموزيس سومني وجيني كيم، من المقرر عرض المسلسل على قناة إتش بي أو في نوفمبر 2022.
عرضت أول حلقتين في مهرجان كان السينمائي السابع والسبعين في مايو 2023، النقاد الذين حضروا العرض الأول للمسلسل في المهرجان انتقدوا النص والمحتوى الجنسي. تم بث المسلسل على إتش بي أو من 4 يونيو إلى 2 يوليو 2023. تلقى المسلسل انتقادات واسعة حيث اعتبره البعض "مملًا" وتم انتقاد أداء تيسفاي ووصف تمثيله على أنه "مزعج" و "يفتقر إلى الكاريزما" وبسبب الاراء السلبية تم إلغاء العمل على موسم ثاني للمسلسل في أغسطس 2023.

## القصة
جوسلين (ليلي روز ديب) هي مغنية بوب تقرر استعادة لقبها كأكثر نجمة البوب جاذبية في الولايات المتحدة بعد إلغاء جولتها الأخيرة بعد انهيار عصبي. تبدأ علاقة معقدة مع تيدروس (أبيل تيسفاي)، وهو معلم المساعدة الذاتية.

## روابط خارجية
- الموقع الرسمي
- الآيدول على موقع IMDb (الإنجليزية)
- الآيدول على موقع ميتاكريتيك (الإنجليزية)
- الآيدول على موقع روتن توميتوز (الإنجليزية)
- الآيدول على موقع فيلمافينيتي (الإسبانية)
- الآيدول على موقع كينوبويسك (الروسية)
- الآيدول على موقع ألو سيني (الفرنسية)
- الآيدول على موقع ميوزك برينز (الإنجليزية)
- الآيدول على موقع قاعدة بيانات الفيلم (الإنجليزية)